# Stargazing
Stargazing – pierwszy minialbum norweskiego DJ-a Kygo. Wydawnictwo ukazało się 22 września 2017 nakładem wytwórni muzycznej Sony Music i Ultra Records.
Na płycie znalazły się cztery utwory. Minialbum promowały piosenki „It Ain’t Me”, „First Time” i „Stargazing”.

## Lista utworów
Opracowano na podstawie materiału źródłowego.
| Stargazing – Wersja standardowa | Stargazing – Wersja standardowa        | Stargazing – Wersja standardowa                                              | Stargazing – Wersja standardowa  | Stargazing – Wersja standardowa |
| Nr                              | Tytuł utworu                           | Autorzy                                                                      | Produkcja                        | Długość                         |
| ------------------------------- | -------------------------------------- | ---------------------------------------------------------------------------- | -------------------------------- | ------------------------------- |
| 1.                              | „Stargazing” (gościnnie: Justin Jesso) | Kyrre Gørvell-Dahll, Jesso, Jamie Hartman, Stuart Crichton                   | Kygo, Crichton, Hartman          | 3:45                            |
| 2.                              | „It Ain’t Me” (oraz Selena Gomez)      | Gørvell-Dahll, Brian Lee, Ali Tamposi, Gomez, Andrew Watt                    | Kygo, Watt, Ben Rice, Louis Bell | 3:40                            |
| 3.                              | „First Time” (oraz Ellie Goulding)     | Gørvell-Dahll, Alexsej Vlasenko, Jonas Kalisch, Jeremy Chacon, Henrik Meinke | Kygo, Hitimpulse                 | 3:14                            |
| 4.                              | „This Town” (gościnnie: Sasha Sloan)   | Gørvell-Dahll, Sloan, Noonie Bao                                             | Kygo, Sloan                      | 3:22                            |
|                                 |                                        |                                                                              |                                  | 14:01                           |

| Stargazing – Wersja rozszerzona | Stargazing – Wersja rozszerzona           | Stargazing – Wersja rozszerzona                                              | Stargazing – Wersja rozszerzona  | Stargazing – Wersja rozszerzona |
| Nr                              | Tytuł utworu                              | Autorzy                                                                      | Produkcja                        | Długość                         |
| ------------------------------- | ----------------------------------------- | ---------------------------------------------------------------------------- | -------------------------------- | ------------------------------- |
| 1.                              | „Stargazing” (gościnnie: Justin Jesso)    | Gørvell-Dahll, Jesso, Jamie Hartman, Stuart Crichton                         | Kygo, Crichton, Hartman          | 3:45                            |
| 2.                              | „It Ain’t Me” (oraz Selena Gomez)         | Gørvell-Dahll, Brian Lee, Ali Tamposi, Gomez, Andrew Watt                    | Kygo, Watt, Ben Rice, Louis Bell | 3:40                            |
| 3.                              | „First Time” (oraz Ellie Goulding)        | Gørvell-Dahll, Alexsej Vlasenko, Jonas Kalisch, Jeremy Chacon, Henrik Meinke | Kygo, Hitimpulse                 | 3:14                            |
| 4.                              | „This Town” (gościnnie: Sasha Sloan)      | Gørvell-Dahll, Sloan, Noonie Bao                                             | Kygo, Sloan                      | 3:22                            |
| 5.                              | „You’re the Best Thing About Me” (vs. U2) | Bono, The Edge, Adam Clayton, Larry Mullen Jr.                               | Jacknife Lee, Kygo               | 4:18                            |
|                                 |                                           |                                                                              |                                  | 18:19                           |

| Stargazing – Wersja wydana w Stanach Zjednoczonych | Stargazing – Wersja wydana w Stanach Zjednoczonych | Stargazing – Wersja wydana w Stanach Zjednoczonych                           | Stargazing – Wersja wydana w Stanach Zjednoczonych | Stargazing – Wersja wydana w Stanach Zjednoczonych |
| Nr                                                 | Tytuł utworu                                       | Autorzy                                                                      | Produkcja                                          | Długość                                            |
| -------------------------------------------------- | -------------------------------------------------- | ---------------------------------------------------------------------------- | -------------------------------------------------- | -------------------------------------------------- |
| 1.                                                 | „Stargazing” (gościnnie: Justin Jesso)             | Gørvell-Dahll, Jesso, Jamie Hartman, Stuart Crichton                         | Kygo, Crichton, Hartman                            | 3:45                                               |
| 2.                                                 | „First Time” (oraz Ellie Goulding)                 | Gørvell-Dahll, Alexsej Vlasenko, Jonas Kalisch, Jeremy Chacon, Henrik Meinke | Kygo, Hitimpulse                                   | 3:14                                               |
| 3.                                                 | „This Town” (gościnnie: Sasha Sloan)               | Gørvell-Dahll, Sloan, Noonie Bao                                             | Kygo, Sloan                                        | 3:22                                               |
|                                                    |                                                    |                                                                              |                                                    | 10:21                                              |

## Notowania i certyfikaty
| Lista (2017)                       | Najwyższa pozycja |
| ---------------------------------- | ----------------- |
| Australia (Top 50 Singles)         | 40                |
| Francja (Top 200 Singles)          | 160               |
| Kanada (Billboard Canadian Albums) | 17                |
| Nowa Zelandia (Album Top 40)       | 30                |
| Stany Zjednoczone (Billboard 200)  | 137               |
| Szwecja (Top 60 Albums)            | 12                |

| Państwo          | Status          |
| ---------------- | --------------- |
| Australia (ARIA) | platynowa płyta |